# Wäller
Der Wäller ist eine  von der FCI nicht anerkannte deutsche Hunderasse.

## Herkunft und Geschichtliches
Der Wäller ist eine neu geschaffene Hunderasse, allerdings noch im Aufbau. Die Zucht begann 1994 unter der Führung von Karin Wimmer-Kieckbusch. Der Name bezieht sich auf den Westerwald, dessen Bewohner im dortigen Dialekt „Wäller“ genannt werden. Sie kreuzte Briard und Australian Shepherd. 1995 wurde der 1. Wäller-Club-Deutschland gegründet.
Besonderen Wert wurde auf Charakter, Gesundheit und Leistung der Hunde gelegt; Schönheit ist in diesem Sinne zweitrangig und wird den anderen Idealen untergeordnet. Obwohl die Anzahl der Zuchttiere noch klein ist, wird „Verwandtschaftszucht“, also Inzucht, vermieden, was zur Folge hat, dass das Aussehen der Rasse stark variiert. Alle erwachsenen Wäller, mit denen gezüchtet werden soll, müssen die Zuchtzulassungsprüfung abgelegt haben, die aus einem Gesundheitstest, Gehorsam und Arbeitsleistung besteht.

## Beschreibung
Die Rasse hat sich noch nicht vollständig gefestigt, zurzeit wird er bis 60 cm groß und bis 30 kg schwer. Auch das Fell ist noch sehr unterschiedlich, von kurzhaarig bis zottelhaarig ist alles vertreten, wobei versucht wird, verstärkt diejenigen Hunde,  die einen Schnauzbart haben, in der Zucht einzusetzen. Alle Fellfarben sowie Kipp- oder Hängeohren sind erlaubt.

## Wesen und Verwendung
Der Wäller ist ein sportlicher, leicht zu führender Familienhund, von guter Gesundheit, Langlebigkeit, der sich gut motivieren lässt. Er ist, wie seine Vorfahren, ein arbeitsfreudiger Hund, der deshalb aber auch Beschäftigung, sowohl geistig als auch körperlich, braucht. Er ist von mittlerem Temperament, aber nicht nervös, absolut wesensfest, unerschrocken und sehr tolerant gegenüber Kindern. Fremden gegenüber ist er manchmal etwas vorsichtig, aber er sollte nicht bösartig sein.

## Gesundheit
Der Wäller ist vom MDR1-Defekt betroffen. Bis 2011 war keine homozygote Ausprägung des Defekts bei einem Wäller bekannt, dennoch können betroffene Tiere Überempfindlichkeiten entwickeln (siehe Artikel zum MDR1-Defekt).
Eine weitere erblich bedingte Erkrankung, die beim Wäller (wie auch beim Australian Shepherd) auftritt, ist die Katarakt, eine Trübung der Augenlinse, die durch eine Mutation des HSF4-Gens zustande kommt.